# Дрессель, Вальтрауд
Вальтрауд (Валли) Дрессель (нем. Waltraud (Wally) Dressel; 3 июня 1893, Магдебург, Пруссия — 10 июня 1940, Магдебург, Марка Бранденбург) — немецкая пловчиха, призёр летних Олимпийских игр 1912 года.
На соревнованиях по плаванию на Летних Олимпийских играх в Стокгольме в команде с Луизой Отто, Хермине Штиндт и Грете Розенберг завоевала серебряную медаль в эстафете 4×100 метров (англ) с результатом 6 мин 4,6 с.